# The Great British Bake Off
The Great British Baking Show (o semplicemente Bake Off o GBBO), trasmesso in Italia su Real Time con il titolo di Bake Off UK, è un talent show britannico che si basa sulla sfida tra pasticceri amatoriali, in onda dal 17 agosto 2010.

## Edizioni
| Stagione | Episodi | Conduzione                   | Prima puntata     | Ultima puntata    | Vincitore          | Telespettatori (in milioni) |
| -------- | ------- | ---------------------------- | ----------------- | ----------------- | ------------------ | --------------------------- |
| 1        | 6       | Mel Giedroyc Sue Perkins     | 17 agosto 2010    | 21 settembre 2010 | Edd Kimber         | 2,77                        |
| 2        | 8       | Mel Giedroyc Sue Perkins     | 14 agosto 2011    | 4 ottobre 2011    | Joanne Wheatley    | 4,00                        |
| 3        | 10      | Mel Giedroyc Sue Perkins     | 14 agosto 2012    | 16 ottobre 2012   | John Whaite        | 5,00                        |
| 4        | 10      | Mel Giedroyc Sue Perkins     | 20 agosto 2013    | 22 ottobre 2013   | Frances Quinn      | 7,35                        |
| 5        | 10      | Mel Giedroyc Sue Perkins     | 6 agosto 2014     | 8 ottobre 2014    | Nancy Birtwhistle  | 10,04                       |
| 6        | 10      | Mel Giedroyc Sue Perkins     | 5 agosto 2015     | 7 ottobre 2015    | Nadiya Hussain     | 12,50                       |
| 7        | 10      | Mel Giedroyc Sue Perkins     | 24 agosto 2016    | 26 ottobre 2016   | Candice Brown      | 13,85                       |
| 8        | 10      | Noel Fielding Sandi Toksvig  | 29 agosto 2017    | 31 ottobre 2017   | Sophie Faldo       | 9,29                        |
| 9        | 10      | Noel Fielding Sandi Toksvig  | 28 agosto 2018    | 30 ottobre 2018   | Rahul Mandal       | 9,66                        |
| 10       | 10      | Noel Fielding Sandi Toksvig  | 27 agosto 2019    | 29 ottobre 2019   | David Atherton     | 9,64                        |
| 11       | 10      | Noel Fielding Matt Lucas     | 22 settembre 2020 | 24 novembre 2020  | Peter Sawkins      | 11,28                       |
| 12       | 10      | Noel Fielding Matt Lucas     | 21 settembre 2021 | 23 novembre 2021  | Giuseppe Dell'Anno | 9,56                        |
| 13       | 10      | Noel Fielding Matt Lucas     | 13 settembre 2022 | 15 novembre 2022  | Syabira Yusoff     | 9,89                        |
| 14       | 10      | Noel Fielding Alison Hammond | 26 settembre 2023 | 28 novembre 2023  |                    |                             |

## Premi e candidature
The Great British Bake Off è stato candidato per un Rose d'Or ne 2012 vincendolo. È stato candidato varie volte per i premi BAFTA nel 2012, 2013 e 2016. Ha anche vinto 2 National Television Awards.
| Anno | Premio                     | Categoria                  | Per/Motivo                                                   | Risultato       | Ref.   |
| ---- | -------------------------- | -------------------------- | ------------------------------------------------------------ | --------------- | ------ |
| 2012 | Rose d'Or                  | Lifestyle                  | The Great British Bake Off                                   | Vincitore/trice | [ 7 ]  |
| 2012 | BAFTA TV Awards            | Features                   | Anna Beattie, Andy Devonshire, Simon Evans, Richard McKerrow | Vincitore/trice | [ 8 ]  |
| 2012 | BAFTA TV Awards            | YouTube Audience Award     | The Great British Bake Off                                   | Candidato/a     | [ 4 ]  |
| 2013 | BAFTA TV Awards            | Features                   | Anna Beattie, Kieran Smith, Amanda Westwood, Scott Tankard   | Vincitore/trice | [ 9 ]  |
| 2013 | BAFTA TV Awards            | Radio Times Audience Award | The Great British Bake Off                                   | Candidato/a     | [ 9 ]  |
| 2013 | National Television Awards | Factual Entertainment      | The Great British Bake Off                                   | Candidato/a     | [ 10 ] |
| 2014 | BAFTA TV Awards            | Features                   | Anna Beattie, Amanda Westwood, Samantha Beddoes, Simon Evans | Candidato/a     | [ 11 ] |
| 2014 | National Television Awards | Factual Entertainment      | The Great British Bake Off                                   | Candidato/a     | [ 12 ] |
| 2015 | BAFTA TV Awards            | Features                   | Anna Beattie, Samantha Beddoes, Andy Devonshire, Simon Evans | Candidato/a     | [ 13 ] |
| 2015 | BAFTA TV Awards            | Radio Times Audience Award | The Great British Bake Off                                   | Candidato/a     | [ 14 ] |
| 2015 | National Television Awards | Skills Challenge Show      | The Great British Bake Off                                   | Vincitore/trice | [ 15 ] |
| 2016 | National Television Awards | Challenge Show             | The Great British Bake Off                                   | Vincitore/trice | [ 15 ] |
| 2016 | BAFTA                      | Features                   | The Great British Bake Off production team                   | Vincitore/trice | [ 16 ] |
| 2016 | BAFTA                      | Radio Times audience award | The Great British Bake Off                                   | Candidato/a     | [ 16 ] |
| 2017 | National Television Awards | Challenge Show             | The Great British Bake Off                                   | Candidato/a     | [ 17 ] |
| 2017 | National Television Awards | TV judge                   | Mary Berry                                                   | Vincitore/trice | [ 18 ] |
| 2017 | BAFTA                      | Features                   | The Great British Bake Off production team                   | Candidato/a     | [ 19 ] |

## Versioni internazionali
Legenda:
     In onda o in produzione
     Non più in produzione
| Paese       | Titolo                                                                                    | Conduttore/i                                                                                  | Giudice/i | Emittente            | Prima TV                                              |
| ----------- | ----------------------------------------------------------------------------------------- | --------------------------------------------------------------------------------------------- | --- | -------------------- | ----------------------------------------------------- |
| Australia   | The Great Australian Bake Off                                                             | Shane Jacobson Anna Gare                                                                      | Dan Lepard Kerry Vincent                                                                                              | Nine Network         | 9 luglio 2013                                         |
| Australia   | The Great Australian Bake Off                                                             | Claire Hooper Mel Buttle                                                                      | Maggie Beer Matt Moran                                                                                                | LifeStyle Food       | 13 ottobre 2015                                       |
| Belgio      | De MeesterBakker (The Master Baker)                                                       | Rani De Coninck                                                                               | Sofie Dumont Bernard Proot                                                                                            | vtm                  | 4 aprile 2012                                         |
| Brasile     | Bake Off Brasil                                                                           | Carolina Fiorentino (2017–) Ticiana Villas Boas (2015–16)                                     | Fabrizio Fasano Jr. Beca Milano (2017–) Carolina Fiorentino (2015–16)                                                 | SBT                  | 26 luglio 2015                                        |
| Brasile     | Júnior Bake Off Brasil                                                                    | Carolina Florentino                                                                           | Fabrizio Fasano Jr. Beca Milano                                                                                       | SBT                  | TBA                                                   |
| Bulgaria    | Bake Off: Най-сладкото състезание (Bake Off: The Sweetest Competition)                    | Aleksandra Raeva Raffi Bohosyan                                                               | Julia Pandzherova Yuri Baltaliyski                                                                                    | Nova TV              | 15 novembre 2016                                      |
| Canada      | The Great Canadian Baking Show                                                            | Dan Levy Julia Chan                                                                           | Bruno Feldeisen Rochelle Adonis                                                                                       | CBC                  | 1 novembre 2017                                       |
| Danimarca   | Den store bagedyst (The Great Baking Contest)                                             | Timm Vladimir                                                                                 | Mette Blomsterberg Jan Friis-Mikkelsen                                                                                | DR1                  | 28 agosto 2012                                        |
| Estonia     | Eesti parim pagar                                                                         | Kristjan Rabi (2015) Indrek Vaheoja (2015) Alari Kivisaar                                     | Angeelika Kang Ants Uustalu                                                                                           | TV3                  | 31 agosto 2015                                        |
| Finlandia   | Koko Suomi leipoo (The whole of Finland bakes)                                            | Anne Kukkohovi                                                                                | Mika Parviainen Sami Granroth                                                                                         | MTV3                 | 24 settembre 2013                                     |
| Francia     | Le Meilleur Pâtissier (The Best Baker)                                                    | Julia Vignali                                                                                 | Cyril Lignac Jacqueline Mercorelli                                                                                    | M6 RTL-TVI (Belgium) | 26 novembre 2012                                      |
| Germania    | Das große Backen (The great Bake)                                                         | Britt Hagedorn (2013) Meltem Kaptan (2013) Enie van de Meiklokjes (2014–16) Annika Lau (2017) | Christian Hümbs Enie van de Meiklokjes (2013) Andrea Schirmaier-Huber (2013–14) Betty Schliephake-Burchardt (2015–17) | Sat.1                | 1 dicembre 2013                                       |
| Irlanda     | The Great Irish Bake Off                                                                  | Anna Nolan                                                                                    | Biddy White Lennon Paul Kelly                                                                                         | TV3                  | 19 settembre 2013                                     |
| Italia      | Bake Off Italia - Dolci in forno (Bake Off Italy – Sweets in the oven)                    | Benedetta Parodi                                                                              | Ernst Knam Clelia d'Onofrio Antonio Lamberto Martino (2016) Damiano Carrara (2017-) Csaba dalla Zorza (2020)          | Real Time            | 29 novembre 2013                                      |
| Italia      | Junior Bake Off Italia                                                                    | Benedetta Parodi (1-2) Katia Follesa (3-5) Flavio Montrucchio e Alessia Mancini (6)           | Ernst Knam Clelia d'Onofrio (1-4) Damiano Carrara (3-6)                                                               | Real Time            | 27 novembre 2015                                      |
| Israele     | בייק אוף ישראל‎ (Bake Off Israel)                                                          | Paula Rosenberg Aya Kremerman                                                                 | Ran Shmueli Oded Brenner Carine Goren                                                                                 | Channel 2            | 9 aprile 2016                                         |
| Paesi Bassi | Heel Holland Bakt (All of Holland bakes)                                                  | Martine Bijl (2013–15) André van Duin (2016–present)                                          | Robèrt van Beckhoven Janny van der Heijden                                                                            | MAX (NPO 1)          | 5 giugno 2013                                         |
| Norvegia    | Hele Norge baker (All of Norway Bakes)                                                    | Line Verndal                                                                                  | Pascal Dupuy Øyvind Lofthus                                                                                           | TV3                  | 10 marzo 2013                                         |
| Polonia     | Bake Off – Ale Ciacho! (Bake Off – What A Cake!)                                          | Anna Gacek Paulina Mikuła                                                                     | Krzysztof Ilnicki Gosia Molska                                                                                        | TVP2                 | 5 settembre 2016                                      |
| Portogallo  | Best Bakery – A Melhor Pastelaria de Portugal (Best Bakery – The Best Pastry in Portugal) | Ana Guiomar                                                                                   | Luca Arguelles Telmo Moutinho                                                                                         | SIC                  | 3 ottobre 2016                                        |
| Romania     | Bake Off Romania                                                                          | Nicolle Stanese                                                                               | Alex Stan Simona Pope Tudor Constantinescu                                                                            | Pro TV               | 29 febbraio 2016                                      |
| Sudafrica   | The Great South African Bake Off                                                          | Anne Hirsch Lentswe Bhengu                                                                    | Shirley Guy Tjaart Walraven                                                                                           | BBC Lifestyle        | 8 ottobre 2015                                        |
| Svezia      | Hela Sverige bakar (All of Sweden Bakes)                                                  | Tilde de Paula                                                                                | Johan Sörberg Birgitta Rasmussen                                                                                      | TV4 (Sjuan)          | 20 settembre 2012                                     |
| Svezia      | Hela kändis-Sverige bakar (Celebrity All of Sweden Bakes)                                 | Tilde de Paula                                                                                | Johan Sörberg Birgitta Rasmussen                                                                                      | TV4 (Sjuan)          | 11 novembre 2014                                      |
| Turchia     | Ver Fırına                                                                                | Burcu Esmersoy                                                                                | Arda Türkmen Emel Başdoğan                                                                                            | TV8                  | 20 ottobre 2014                                       |
| Ucraina     | The Great British Bake Off (Great Bakers Tournament)                                      | Yuri Gorbunov                                                                                 | Serge Markovic Catherine Ahronik Olga Ganushchak                                                                      | 1+1                  | 1 settembre 2013                                      |
| Stati Uniti | The American Baking Competition                                                           | Jeff Foxworthy                                                                                | Marcela Valladolid Paul Hollywood                                                                                     | CBS                  | 29 maggio 2013                                        |
| Stati Uniti | The Great American Baking Show                                                            | Ayesha Curry Anthony Adams                                                                    | Johnny Iuzzini Paul Hollywood                                                                                         | ABC                  | 30 novembre 2015 (come The Great Holiday Baking Show) |